# Asia Sahyogi Sanstha India
Asia Sahyogi Sanstha India är en församlingsplanteringsrörelse, verksam bland bhojpuritalande människor i den indiska delstaten Uttar Pradesh.